# Mücke Motorsport
Mücke Motorsport – niemiecki zespół wyścigowy, założony w 1998 roku, przez Petera Mücke. Ekipa ta znana jest również jako „ADAC Berlin-Brandenburg”. Obecnie zespół startuje w DTM, Europejskiej Formule 3 i ADAC Formel Masters. W latach 2010–2011 startował również w serii GP3. W przeszłości ekipa prezentowała się również w Niemieckiej Formule 3, Formule BMW ADAC, Europejskiej Formule BMW i w Formule 3 Euroseries.

## Historia

### Formuła BMW
Mücke Motorsport już w pierwszym sezonie startów sięgnął po tytuł mistrzowski w Niemieckiej Formule BMW, która także debiutowała w sezonie 1998. Mistrzem serii został syn Petera Stefan Mücke. Zespół kolejne sukcesy osiągnął w latach 2003–2004, za sprawą Maximiliana Götza oraz Sebastiana Vettela, który w przyszłości został mistrzem świata Formuły 1. Ostatni triumf w tej serii zespół odnotował w sezonie 2007, w Światowym Finale Formuły BMW, w którym zwyciężył Austriak Philipp Eng.

### Formuła ADAC Masters
Od 2008 roku zespół startuje w Formule ADAC Masters. Najlepszy wynik zespół osiągnął w 2011 roku, kiedy to zmagania zakończył na 3. miejscu, natomiast ich zawodnik Pascal Wehrlein sięgnął po tytuł mistrzowski.

### Formuła 3
W latach 1999–2002 zespół startował w Niemieckiej Formule 3. Największe sukcesy osiągał w sezonach 2000 i 2001, kiedy to zajmował w klasyfikacji 5. miejsce.
Od sezonu 2003 zespół startuje w nowo utworzonej Formule 3 Euroseries. Już w pierwszym sezonie startów ekipa sięgnęła po tytuł wicemistrzowski, podobnie jak ich zawodnik Christian Klien, który w przyszłości startował w Formule 1. W kolejnym sezonach w niemieckiej stajni startowali przyszli zawodnicy F1: Robert Kubica, Sebastian Vettel oraz Sébastien Buemi. Szwajcar został wicemistrzem serii w roku 2007, natomiast sukces ten powtórzył dwa lata później Niemiec Christian Vietoris. W sezonie 2009 zespół ponownie sięgnął po wicemistrzostwo serialu.

### DTM

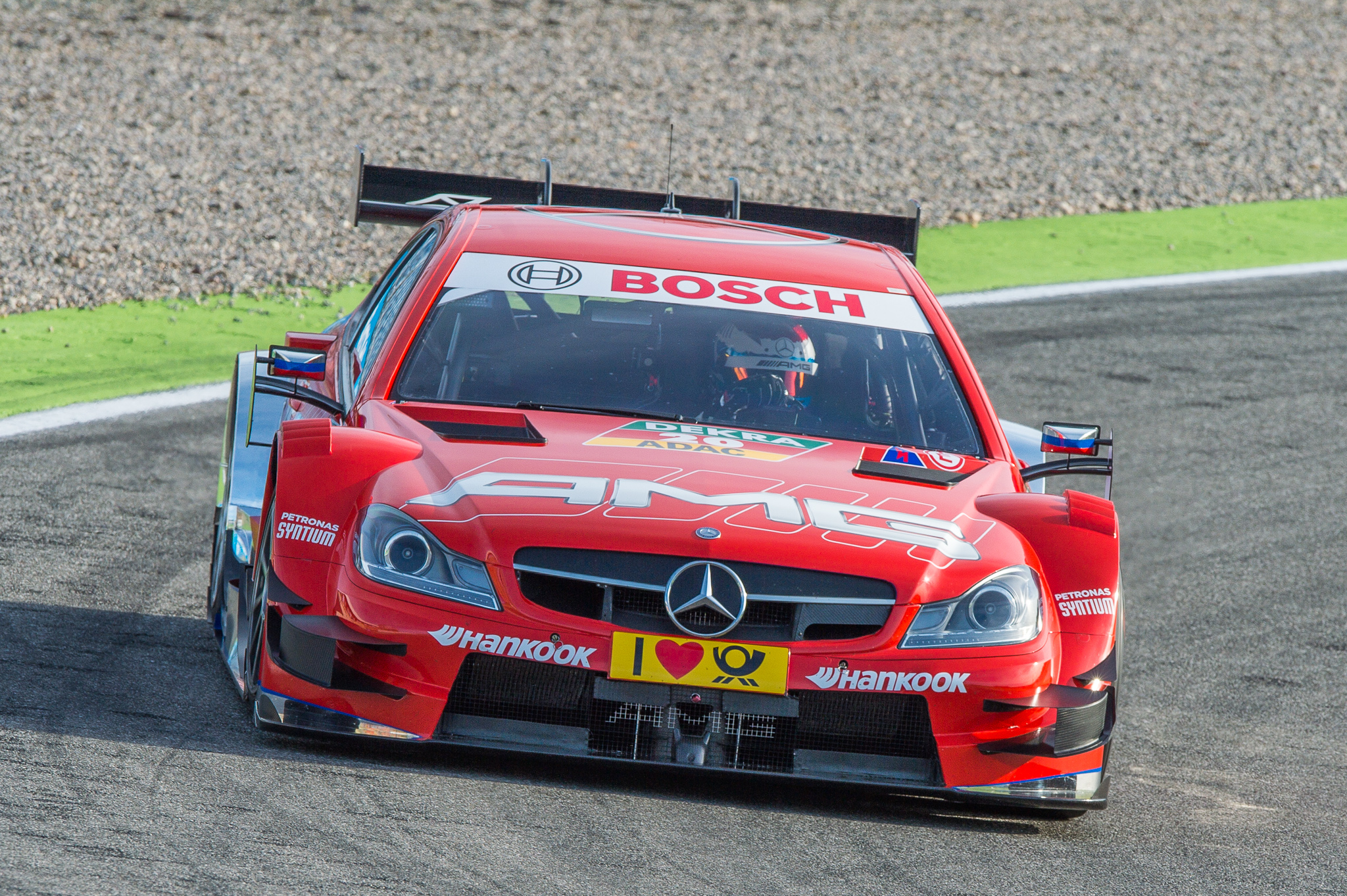
Witalij Pietrow w 2014 roku w samochodzie Mücke Motorsport podczas zawodów Deutsche Tourenwagen Masters na torze Hockenheimring

W 2005 roku Peter zaangażował swoją ekipę w niemieckie mistrzostwa samochodów turystycznych – DTM. W jego zespole jeździli m.in. jego syn Stefan, byli kierowcy Formuły 1 David Coulthard oraz Ralf Schumacher, syn byłego mistrz świata Nikiego Laudy Mathiasa, a także córka szefa nieistniejącego już zespołu Minardi Paula Stoddarta – Sussie.

### Seria GP3
Od 2010 niemiecki zespół startuje w nowo utworzonej Serii GP3. Współwłaścicielem ekipy został były kierowca F1 Ralf Schumacher. W pierwszym sezonie startów najlepszy zawodnik stajni Nigel Melker sięgnął po pole position w dwóch inaugurujących sezon rundach, na torze Istanbul Park oraz Circuit de Catalunya. Pomimo tych sukcesów, sezon nie był dla zespołu udany i ostatecznie zostali sklasyfikowani na 10. lokacie.
W drugim roku startów Holener Melker został pierwszy liderem mistrzostw, po wygranej w sobotnich zmaganiach w Turcji. Ostatecznie Nigel rywalizację ukończył na 3. miejscu w końcowej klasyfikacji, natomiast niemiecka ekipa była czwarta.

## Statystyki liczbowe

### DTM
| Rok  | Bolid                      | Kierowcy               | Nr | Wyścigi | Podium | Pkt | M.K. | M.Z. |
| ---- | -------------------------- | ---------------------- | -- | ------- | ------ | --- | ---- | ---- |
| 2005 | AMG-Mercedes C-Klasse 2004 | Stefan Mücke           | 16 | 11      | 0      | 03  | 18   | 10   |
| 2005 | AMG-Mercedes C-Klasse 2004 | Aleksandros Margaritis | 17 | 11      | 0      | 0   | 19   | 10   |
| 2006 | AMG-Mercedes C-Klasse 2005 | Stefan Mücke           | 17 | 10      | 0      | 07  | 12   | 7    |
| 2006 | AMG-Mercedes C-Klasse 2005 | Daniel la Rosa         | 18 | 10      | 0      | 02  | 15   | 7    |
| 2006 | AMG-Mercedes C-Klasse 2004 | Susie Stoddart         | 22 | 10      | 0      | 0   | 17   | 7    |
| 2007 | AMG-Mercedes C-Klasse 2006 | Susie Stoddart         | 14 | 10      | 0      | 0   | 20   | 8    |
| 2007 | AMG-Mercedes C-Klasse 2006 | Daniel la Rosa         | 15 | 10      | 0      | 010 | 13   | 8    |
| 2007 | AMG-Mercedes C-Klasse 2005 | Mathias Lauda          | 18 | 10      | 0      | 04  | 15   | 8    |
| 2008 | AMG-Mercedes C-Klasse 2007 | Ralf Schumacher        | 11 | 11      | 0      | 03  | 14   | 8    |
| 2008 | AMG-Mercedes C-Klasse 2007 | Maro Engel             | 12 | 11      | 0      | 0   | 16   | 8    |
| 2009 | AMG-Mercedes C-Klasse 2008 | Daniel la Rosa         | 16 | 10      | 0      | 08  | 12   | 8    |
| 2009 | AMG-Mercedes C-Klasse 2008 | Mathias Lauda          | 17 | 10      | 0      | 01  | 15   | 8    |
| 2010 | AMG-Mercedes C-Klasse 2008 | Maro Engel             | 16 | 11      | 0      | 03  | 15   | 9    |
| 2010 | AMG-Mercedes C-Klasse 2008 | David Coulthard        | 17 | 11      | 0      | 01  | 16   | 9    |
| 2011 | AMG-Mercedes C-Klasse 2008 | Maro Engel             | 16 | 10      | 0      | 05  | 13   | 8    |
| 2011 | AMG-Mercedes C-Klasse 2008 | David Coulthard        | 17 | 10      | 0      | 01  | 16   | 8    |
| 2012 | DTM AMG Mercedes C-Coupé   | David Coulthard        | 19 | 10      | 0      | 014 | 15   | 10   |
| 2012 | DTM AMG Mercedes C-Coupé   | Robert Wickens         | 20 | 10      | 0      | 014 | 16   | 10   |
| 2013 | DTM AMG Mercedes C-Coupé   | Daniel Juncadella      | 17 | 10      | 0      | 021 | 16   | 9    |
| 2013 | DTM AMG Mercedes C-Coupé   | Pascal Wehrlein        | 18 | 10      | 0      | 03  | 22   | 9    |
| 2014 | DTM AMG Mercedes C-Coupé   | Daniel Juncadella      | 19 | 10      | 0      | 022 | 18   | 12   |
| 2014 | DTM AMG Mercedes C-Coupé   | Witalij Pietrow        | 20 | 10      | 0      | 0   | 23   | 12   |

### Europejska Formuła 3
Od Sezonu 2013 Mücke Motorsport startuje jako kfzteile24 Mücke Motorsport.
| Rok  | Bolid                 | Kierowcy         | Wyścigi | Wygrane | PP | NO | Pkt | M.K. | M.Z. |
| ---- | --------------------- | ---------------- | ------- | ------- | -- | -- | --- | ---- | ---- |
| 2012 | Dallara-Mercedes-Benz | Felix Rosenqvist | 20      | 4       | 3  | 3  | 192 | 3    | 2    |
| 2012 | Dallara-Mercedes-Benz | Pascal Wehrlein  | 4       | 0       | 0  | 0  | 0   | 42   | 2    |
| 2013 | Dallara-Mercedes-Benz | Pascal Wehrlein  | 3       | 1       | 2  | 2  | 49  | 14   | 2    |
| 2013 | Dallara-Mercedes-Benz | Michael Lewis    | 24      | 0       | 0  | 0  | 23  | 19   | 2    |
| 2013 | Dallara-Mercedes-Benz | Felix Rosenqvist | 30      | 10      | 4  | 10 | 457 | 2    | 2    |
| 2013 | Dallara-Mercedes-Benz | Mitchell Gilbert | 30      | 0       | 0  | 0  | 10  | 23   | 2    |
| 2013 | Dallara-Mercedes-Benz | Roy Nissany      | 24      | 0       | 0  | 0  | 11  | 22   | 2    |
| 2014 | Dallara-Mercedes      | Lucas Auer       | 33      | 3       | 1  | 2  | 365 | 4    | 2    |
| 2014 | Dallara-Mercedes      | Roy Nissany      | 33      | 0       | 0  | 0  | 26  | 17   | 2    |
| 2014 | Dallara-Mercedes      | Felix Rosenqvist | 33      | 1       | 1  | 3  | 198 | 8    | 2    |

### Formuła 3 Euroseries
| Rok  | Bolid        | Silnik        | Kierowcy           | Nr | Wyścigi | Podium | Pkt    | M.K. | M.Z. |
| ---- | ------------ | ------------- | ------------------ | -- | ------- | ------ | ------ | ---- | ---- |
| 2003 | Dallara F302 | Mercedes-Benz | Markus Winkelhock  | 22 | 20      | 2      | 071    | 4    | 2    |
| 2003 | Dallara F302 | Mercedes-Benz | Christian Klien    | 23 | 20      | 3      | 089    | 2    | 2    |
| 2004 | Dallara F302 | Mercedes-Benz | Bruno Spengler     | 3  | 20      | 0      | 027    | 11   | 4    |
| 2004 | Dallara F302 | Mercedes-Benz | Robert Kubica      | 4  | 20      | 0      | 053    | 7    | 4    |
| 2005 | Dallara F305 | Mercedes-Benz | Sebastian Vettel   | 9  | 20      | 0      | 063    | 5    | 5    |
| 2005 | Dallara F305 | Mercedes-Benz | Átila Abreu        | 10 | 20      | 0      | 012    | 15   | 5    |
| 2006 | Dallara F305 | Mercedes-Benz | Sébastien Buemi    | 7  | 20      | 1      | 031    | 12   | 4    |
| 2006 | Dallara F305 | Mercedes-Benz | Jonathan Summerton | 8  | 20      | 1      | 032    | 9    | 4    |
| 2007 | Dallara F305 | Mercedes-Benz | Sébastien Buemi    | 7  | 20      | 3      | 095    | 2    | 3    |
| 2007 | Dallara F305 | Mercedes-Benz | Edoardo Piscopo    | 8  | 20      | 0      | 018    | 9    | 3    |
| 2008 | Dallara F308 | Mercedes-Benz | Christian Vietoris | 3  | 20      | 1      | 08     | 15   | 3    |
| 2008 | Dallara F308 | Mercedes-Benz | Erik Janiš         | 4  | 20      | 0      | 05     | 21   | 3    |
| 2008 | Dallara F308 | Mercedes-Benz | Mika Mäki          | 26 | 20      | 2      | 046    | 5    | 3    |
| 2009 | Dallara F309 | Mercedes-Benz | Christian Vietoris | 7  | 18      | 4      | 075    | 2    | 2    |
| 2009 | Dallara F309 | Mercedes-Benz | Sam Bird           | 8  | 18      | 0      | 040    | 8    | 2    |
| 2009 | Dallara F309 | Mercedes-Benz | Marco Wittmann     | 14 | 20      | 0      | 06     | 16   | 2    |
| 2009 | Dallara F309 | Mercedes-Benz | Alexander Sims     | 26 | 20      | 1      | 054    | 4    | 2    |
| 2009 | Dallara F309 | Mercedes-Benz | Nico Monien        | 37 | 2       | 0      | 0      | NS   | 2    |
| 2010 | Dallara F308 | Mercedes-Benz | Roberto Merhi      | 3  | 18      | 1      | 056    | 5    | 3    |
| 2010 | Dallara F308 | Mercedes-Benz | Carlos Muñoz       | 4  | 18      | 0      | 018    | 9    | 3    |
| 2011 | Dallara F308 | Mercedes-Benz | Nigel Melker       | 3  | 24      | 4      | 0251   | 4    | 3    |
| 2011 | Dallara F308 | Mercedes-Benz | Felix Rosenqvist   | 4  | 27      | 1      | 0219   | 5    | 3    |
| 2011 | Dallara F308 | Mercedes-Benz | Marco Sørensen     | 35 | 3       | 1      | 0      | NS   | 3    |
| 2011 | Dallara F308 | Mercedes-Benz | Facundo Regalia    | 37 | 3       | 0      | 0      | NS   | 3    |
| 2012 | Dallara F308 | Mercedes-Benz | Felix Rosenqvist   | 5  | 24      | 8      | 0212,5 | 4    | 2    |
| 2012 | Dallara F308 | Mercedes-Benz | Pascal Wehrlein    | 6  | 24      | 10     | 0226   | 2    | 2    |

### Seria GP3
| Rok  | Bolid           | Kierowcy             | Nr | Wyścigi | Podium | PP | Zwycięstwa | Pkt | M.K. | M.Z. |
| ---- | --------------- | -------------------- | -- | ------- | ------ | -- | ---------- | --- | ---- | ---- |
| 2010 | Dallara-Renault | Nigel Melker         | 10 | 16      | 0      | 2  | 0          | 05  | 23   | 10   |
| 2010 | Dallara-Renault | Renger van der Zande | 11 | 16      | 0      | 0  | 0          | 06  | 21   | 10   |
| 2010 | Dallara-Renault | Tobias Hegewald      | 12 | 16      | 0      | 0  | 0          | 06  | 22   | 10   |
| 2011 | Dallara-Renault | Luciano Bacheta      | 29 | 12      | 0      | 0  | 0          | 04  | 22   | 04   |
| 2011 | Dallara-Renault | Daniel Mancinelli    | 29 | 04      | 0      | 0  | 0          | 0   | 35   | 04   |
| 2011 | Dallara-Renault | Michael Christensen  | 30 | 16      | 0      | 0  | 1          | 19  | 11   | 04   |
| 2011 | Dallara-Renault | Nigel Melker         | 31 | 16      | 1      | 0  | 1          | 38  | 03   | 04   |